# وولف كايزر
وولف كايزر (بالألمانية: Wolf Kaiser)‏ (و. 1916 – 1992 م) هو ممثل مسرحي، وممثل أفلام، وممثل تلفزي ألماني، ولد في فرانكفورت، توفي في برلين، عن عمر يناهز 76 عاماً، بسبب سقوط.

## جوائز
حصل على جوائز منها:

الجائزة الوطنية لجمهورية ألمانيا الديمقراطية

## وصلات خارجية
- وولف كايزر على موقع IMDb (الإنجليزية)
- وولف كايزر على موقع ألو سيني (الفرنسية)
- وولف كايزر على موقع أول موفي (الإنجليزية)
- وولف كايزر على موقع قاعدة بيانات الأفلام السويدية (السويدية)
- وولف كايزر على موقع ديسكوغز (الإنجليزية)
- وولف كايزر على موقع قاعدة بيانات الفيلم (الإنجليزية)
- وولف كايزر على موقع كينوبويسك (الروسية)